# Helmut Werner (Künstlermanager)

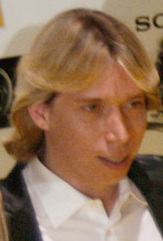
Helmut Werner (2010)

Helmut Werner (* 23. März 1984 in Leoben als Helmut Werner Erschbaumer) ist ein österreichischer Künstlermanager und ehemaliger Reality-TV-Darsteller.

## Leben
Helmut Werner, geboren und vorerst aufgewachsen in der Steiermark, kam nach Eigenangaben mit 14 Jahren in ein Internat in einem anderen Bundesland, wo er auch die Hotelfachschule besuchte. Er änderte seine ursprünglich zwei Vornamen Helmut und Werner zu seinem Vor- und Nachnamen.
Von 2009 bis 2016 war Werner mit der damals minderjährigen Jacqueline „Jacky“ Lugner, der Tochter von Richard Lugner, liiert und wurde medial vielfach als Lugners „Schwiegersohn in spe“ tituliert. Ab 2009 war er als Protagonist in der Reality-Show Die Lugners des Fernsehsenders ATV zu sehen. Auch seine „Hindu-Hochzeit“ mit Jacqueline Lugner wurde in diese Sendeschiene integriert. Anfang Mai 2011 gab er seinen Ausstieg aus der Reality-Show bekannt, da er einen Imageschaden für sich befürchtete. Werner war alljährlich für die Buchung eines Stargastes verantwortlich, der für Richard Lugner einen Autogrammtermin in dessen Einkaufszentrum Lugner City wahrnahm sowie ihn am Abend zum Wiener Opernball begleitete.
Mit seiner Helmut Werner Management GmbH vertritt Werner Pamela Anderson, Helmut Berger und Zachi Noy. Zu seinen ehemaligen Kunden zählen Nadja Abd el Farrag, Menowin Fröhlich, Peaches Geldof und Larry Hagman. Dieter Bohlen, der ebenfalls unter den bei Helmut Werner buchbaren Künstlern aufgelistet ist, erklärte im April 2019 jedoch, nie einen Manager gehabt zu haben.
Beginnend im November 2008, wurde Helmut Werner (vormals „Erschbaumer“) im April 2009 als persönlich haftender Gesellschafter mit seinen beiden Firmen Event Production Helmut Werner KEG und Adler & Erschbaumer OEG in die Insolvenz geschickt. Zurückgeführt wurde dies auf Werners Management des DSDS-Teilnehmers Menowin, dem ein handfester Streit zwischen Menowin und Werner vorausgegangen sei. Nach einem gescheiterten Zwangsausgleich im Juli 2010 wurde von den Gläubigern auf Zahlung von 100 Prozent der Schulden bestanden, wovon noch im August die ersten 50 Prozent von Richard Lugner bezahlt wurden.
Werner ist bekannt dafür, regelmäßig Klienten an die Realityshows Ich bin ein Star – Holt mich hier raus! und Promi Big Brother zu vermitteln. So zeigte er sich verantwortlich für die Vermittlung der Teilnahmen der Kandidaten Joey Heindle, Gina-Lisa Lohfink, Florian Wess, Sibylle Rauch und Peter Orloff an Ich bin ein Star – Holt mich hier raus! sowie Cathy Lugner, Marcus Prinz von Anhalt, Sarah Kern und Zachi Noy an Promi Big Brother. Heindle kündigte seinen Management-Vertrag dabei noch während der Sendung, woraufhin Werner vor dem Wiener Landesgericht klagte und in zwei Instanzen recht bekam. Heindle wurde verurteilt, Werner entgangene Provisionen zu bezahlen.
Im Februar 2013 war Werner in einer Salzburger Bar in eine Schlägerei verwickelt, die ihn wenige Monate später wegen schwerer Körperverletzung vor Gericht brachte. Werner handelte nach eigener Aussage dabei in Notwehr.
Seit 2017 lebte er mit der Schauspielerin Nicole Mieth, die er 2023 heiratete und mit der er einen Sohn hat (geboren 2023). Das Paar lebt seit 2024 in der Villa von Heino in Kitzbühel, der ihm diese überschrieben hat.

## Trivia
Im Jahr 2014 gelangte aus dem Nachlass des deutschen Schauspielers Heinz Erhardt über Umwege dessen Kurzfilm Geld sofort (1960er Jahre; mit Heinz Erhardt und Oskar Sima in den Hauptrollen) an den Sammler Werner. Anfang des Jahres 2015 zeigte der Norddeutsche Rundfunk (NDR) den Film sowie die zehnminütige Kurzdokumentation Geld sofort – Die Dokumentation zum Film. In dieser kommt neben dem Produzenten und NDR-Moderator Hubertus Meyer-Burckhardt und Erhardts Enkelin Nicola Tyszkiewicz auch Helmut Werner in dem als „kleine Sensation“ angekündigten Filmfund zu Wort.
Im Oktober 2024 wurde bekannt, dass Heino Helmut Werner als Alleinerben eingesetzt hat.

## Auszeichnung
- 2016: Erzherzog-Johann-Award 2016[33]